# 통개항
통개항은 충청남도 태안군 소원면 파도리에 있는 어항이다. 1972년 8월 7일 지방어항으로 지정되었다. 시설관리자는 태안군수이다.

## 어항구역
통개항의 어항구역은 다음과 같다.
- 수역: 방파제 기부 북측 기점(X=367,381 Y=123,733)으로부터 서남측 닭섬 제1기점(X=367,189 Y=123,367)을 거쳐 제2기점 (X=366,905 Y=123,539)으로부터 정동에서 남쪽으로 21° 방향으로 그어 육지와 연결한 선내의 공유수면[1]
- 육역: 충청남도 태안군 소원면 파도리 130-21, 130-23, 130-24, 130-39, 130-40, 130-63, 130-64, 130-65, 130-66, 130-67 (10,802m2)[2]